# Яванский марабу
Яванский марабу (лат. Leptoptilos javanicus) — южноазиатская птица из семейства аистовых.

## Описание
Яванский марабу длиной 110—120 см, имеет размах крыльев 210 см. Верхняя сторона и крылья чёрные, живот и нижняя сторона хвоста окрашены в белый цвет. У него голая голова, мощный клюв и кожаный мешок на зобе. Малый марабу летает со втянутой головой.

## Распространение
Область распространения яванского марабу простирается от южного Китая до Индии и к югу до Явы. Он населяет мангровые побережья, солончаковые болота, озёра и затапливаемые приливом лужайки. Он избегает близость людей.

## Поведение
Яванский марабу охотится прежде всего на рыб, таких как илистые прыгуны или анабатиды, а также на амфибий, ракообразных, саранчу и мелких грызунов. На охоте он медленно проходит грязевые площади, пытаясь вспугнуть скрывающихся здесь илистых прыгунов. При этом он опускает клюв глубоко в ил.

## Размножение
Период гнездования яванского марабу сильно варьирует в различных областях. В северной Индии он длится с ноября по январь; на Суматре он гнездится в июне, а на Калимантане в октябре. Марабу гнездится во влажных областях тропической низменности. Он строит гнездо величиной до 1,5 м на деревьях на высоте 12—30 м. Он гнездится в маленьких гнездовых колониях, часто вместе с малайским клювачом и индийским марабу. В кладке от 2 до 4 яиц, высиживают которые обе птицы примерно 30 дней. Птенцы появляются на свет практически голыми, однако уже вскоре у них появляется плотное, белёсое оперение. Обе родительских птицы неутомимо снабжают молодых птиц кормом. Примерно в 2 месяца молодые малые марабу могут летать, сопровождая своих родителей ещё несколько недель в их полётах, а затем покидают их.

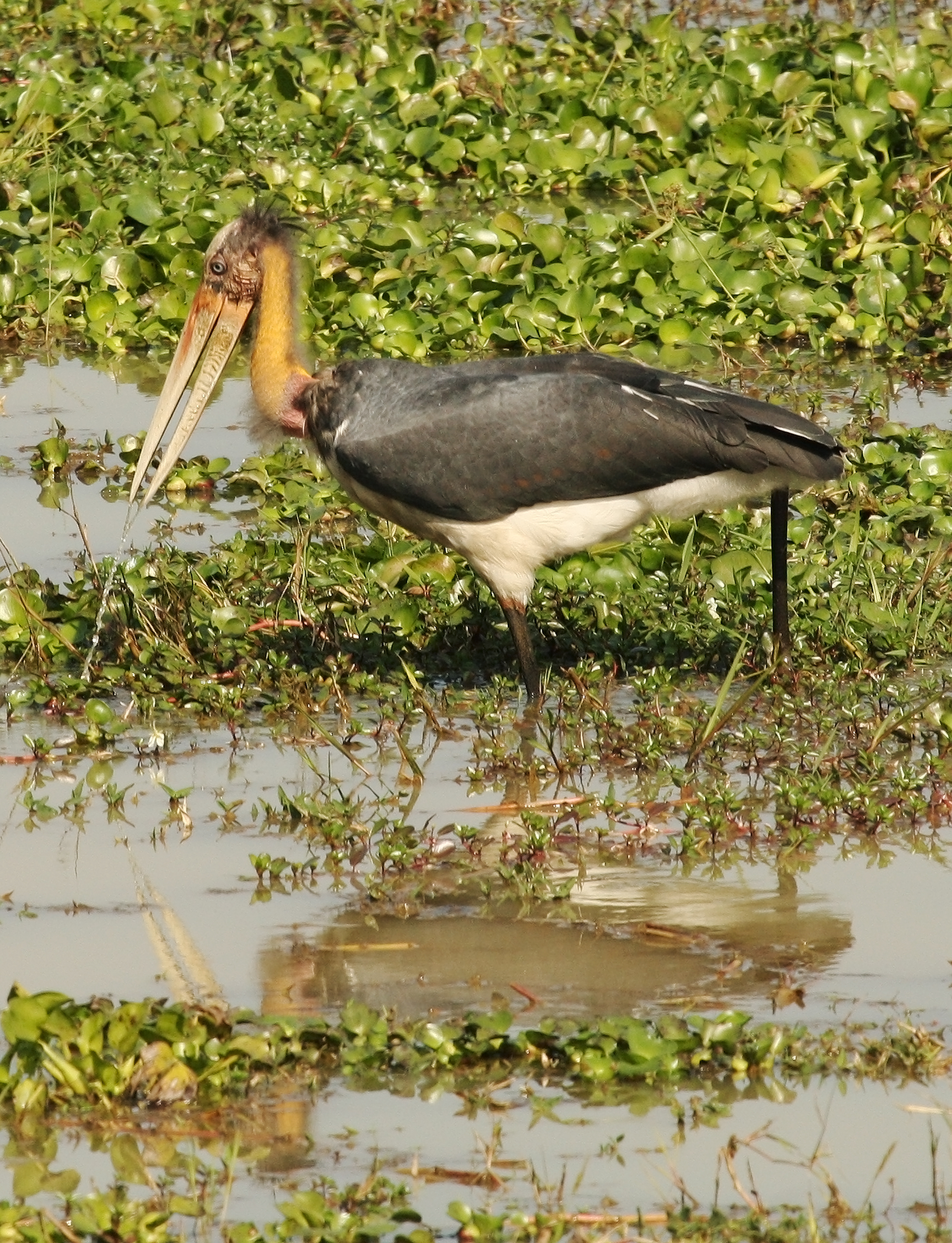

## Популяция
Численность яванского марабу сокращается по всей области распространения. Она насчитывает не больше чем 1 000 птиц на восточном берегу Суматры, что составляет половину индонезийской популяции. В других местах она встречается реже. Так только во Вьетнаме живёт больше 50 птиц. Причины сокращения популяции — это уничтожение среды обитания и причинение беспокойства во время гнездования.

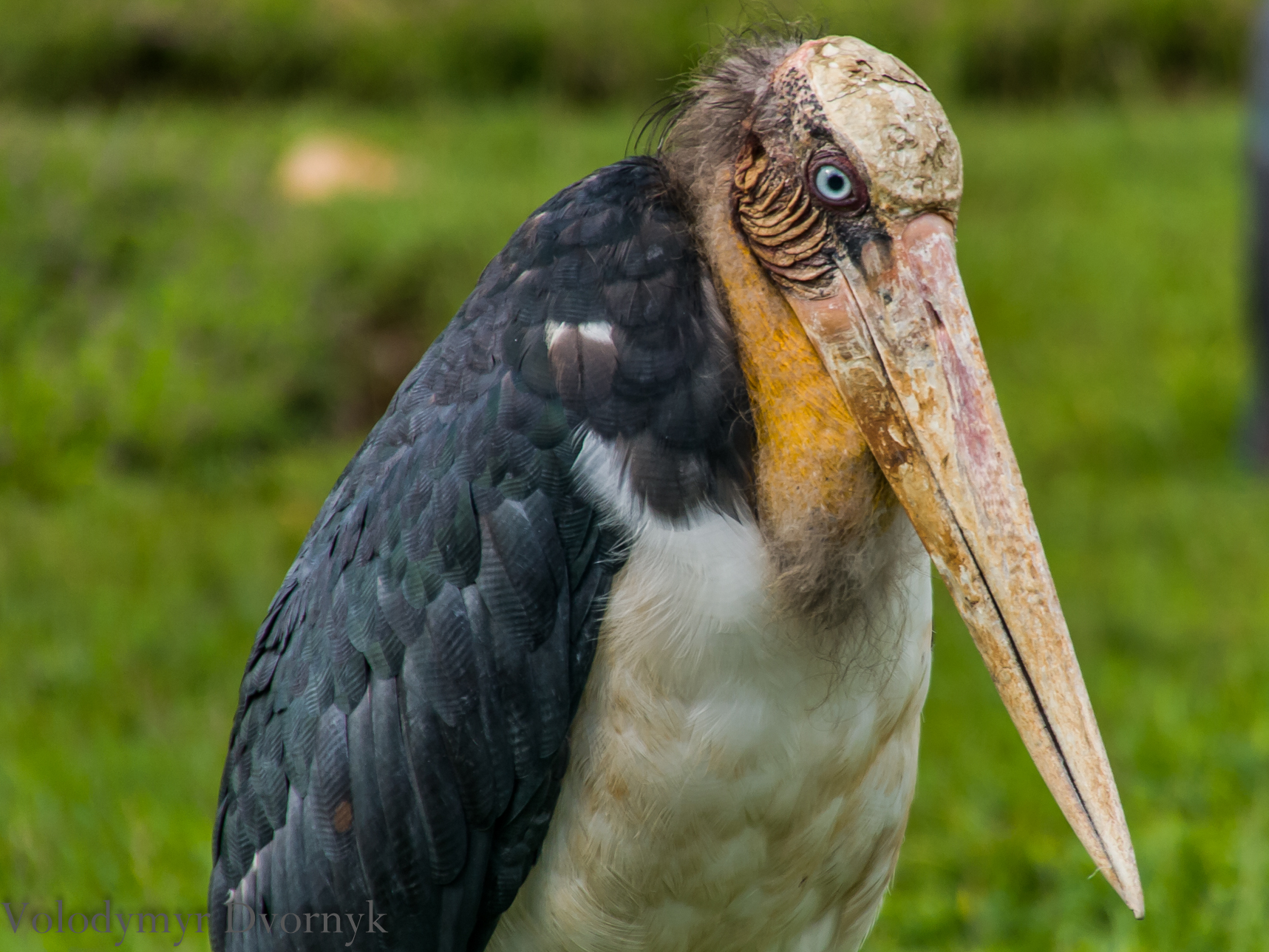
Яванский марабу Leptoptilos javanicus